# Hochhaus Württembergische Straße 6
Das Hochhaus an der Württembergischen Straße 6 ist ein denkmalgeschütztes Verwaltungsgebäude im Berliner Ortsteil Wilmersdorf. Es gilt als erstes in West-Berlin errichtetes Bürohochhaus und durch seine offene und transparente Architektur als frühes und wegweisendes Beispiel der Nachkriegsmoderne. Es entstand in den Jahren 1954–1956. Architekten waren Werry Roth, Richard Schubert sowie Hermann Kirchberger (Mosaik).
Seit November 2020 wird das Gebäude in der Württembergischen Straße 6, das ursprünglich Dienstsitz der Senatsverwaltung für Stadtentwicklung, Bauen und Wohnen war, saniert.